# 에페르딩군

에페르딩군의 위치

에페르딩군(독일어: Bezirk Eferding)은 오스트리아 오버외스터라이히주에 위치한 군으로 행정 중심지는 에페르딩이며 면적은 259.5km2, 인구는 30,718명(2001년 기준), 인구 밀도는 120명/km2이다. 북쪽으로는 로어바흐군, 북동쪽으로는 우르파어움게붕군, 동쪽으로는 린츠란트군, 남쪽으로는 벨스란트군, 서쪽으로는 그리스키르헨군, 북서쪽으로는 셰르딩군과 접한다.

## 하위 행정 구역
1개 도시, 3개 시장도시, 8개 일반 시를 관할한다.
- 도시
  - 에페르딩(Eferding)
- 시장도시
  - 아샤흐안데어도나우(Aschach an der Donau)
  - 프람바흐키르헨(Prambachkirchen)
  - 장크트마리엔키르헨안데어폴젠츠(Sankt Marienkirchen an der Polsenz)
- 일반 시
  - 알코펜(Alkoven)
  - 프라함(Fraham)
  - 하이바흐오프데어도나우(Haibach ob der Donau)
  - 하르트키르헨(Hartkirchen)
  - 힌첸바흐(Hinzenbach)
  - 푸핑(Pupping)
  - 샤르텐(Scharten)
  - 슈트로하임(Stroheim)